# 테마 제도

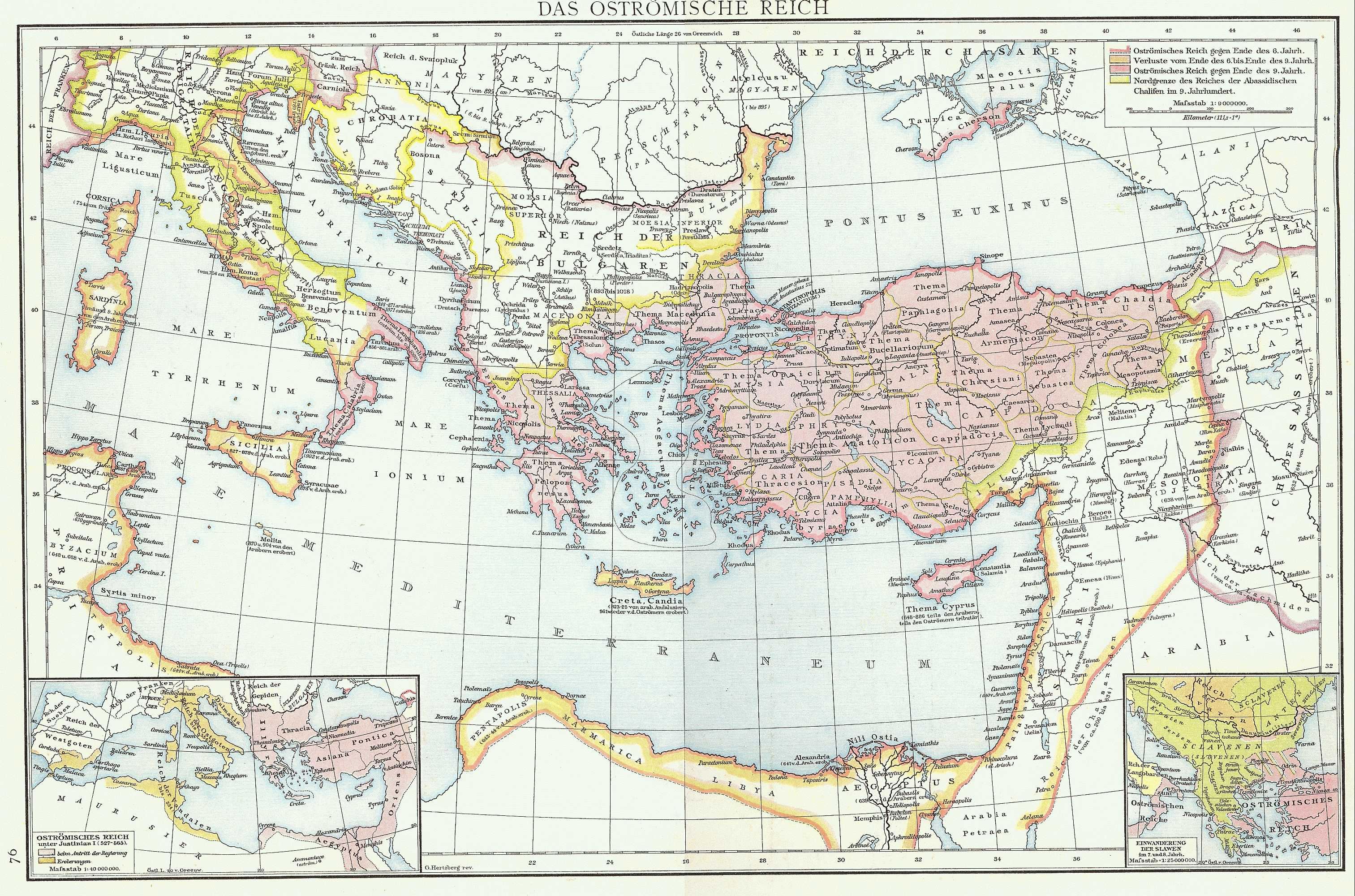
600년부터 900년 사이 동로마 제국의 테마.

테마 제도(그리스어: θέματα)는 동로마 제국의 지방 행정 구역 제도이다. 테마(θέμα)라는 행정 구역 단위로 전국을 나눠 해당 지역 군 사령관이 행정관을 겸임하도록 하였다. 군관구제(軍管區制)라고 번역되기도 한다.
테마는 이슬람 세력의 침공이 계속되던 7세기 중반 경에 최초로 설치되어, 디오클레티아누스와 콘스탄티누스 1세가 확립한 로마 제국의 프로빈키아(라틴어: provincia) 제도를 대체하였다. 테마 제도는 동로마 제국이 중흥을 이룬 9세기와 10세기에 정점에 달하여, 더욱 세분화되었으며 새 지역을 정복하여 새로운 테마가 추가되기도 하였다. 이후 제국이 쇠퇴하면서 테마 제도는 11세기와 12세기 사이에 크게 변화하였지만, 테마라는 개념 자체는 제국이 멸망할 때까지 행정적, 경제적 경계로서 유지되었다.

## 역사

### 기원
6세기 말에서 7세기 초쯤 동로마 제국은 전방위에서 이민족의 잦은 침입을 받고 있었다. 사산조 페르시아는 동쪽에서 시리아와 이집트, 아나톨리아를 공격했고, 아바르족은 그리스를 유린하고 발칸반도에 정착했으며, 롬바르드족은 별 저항 없이 북부 이탈리아를 차지했다. 점점 커지는 위협에 대응하기 위해서, 마우리키우스 황제(제위 582~602)는 얼마 전 유스티니아누스 대제(제위 527~565)가 새로 정복한 멀리 떨어진 서쪽 지방들에서 총독에게 최고 군정권과 행정권을 부여하고, 라벤나 총독부와 아프리카 총독부를 설치했다. 이 조치들은 디오클레티아누스 황제(제위 284~305)의 개혁을 지탱하던 주춧돌 중 하나였던 민정과 군정의 엄격한 구분을 무너뜨렸다. 그러나 이는 본질적으로 지역의 불안정한 안보 상황 때문에 현지 장군인 군 사령관(magister militum)이 각지의 민간 친위대장관(Praetorian prefect)에 비해 더 영향력이 커진 것을 인정하고 공식화한 것뿐이었다.
이러한 경향은 이미 유스티니아누스 황제가 530년대에 시행한 몇몇 행정 개혁에서 나타난 바 있다. 유스티니아누스는 약탈로 고통받던 소아시아의 각 지방 행정관들에게 군권을 부여했고, 이보다 더 중요하게는, 이집트의 민정 행정구역인 디오에케시스(Dioecesis)를 폐지하고 예외적인 군-민 통합 구역인 쿠아에스투라 엑세르키투스(quaestura exercitus, 재무관 군대)를 창설하여 한 둑스(dux)가 옛 디오에케시스의 모든 지방의 책임자로서 통합된 권력을 가지게 하였다. 하지만 제국의 대부분의 지역에서는, 이슬람 제국의 맹공으로 제국의 동부가 무너진 640년대까지 옛 제도가 계속 유지되었다. 이슬람에 의한 시리아와 이집트의 급격한 정복과 그에 따른 동로마 인력과 영토의 상실은 제국이 국망의 위기에서 싸워야 함을 의미했다.
이러한 전대미문의 위기를 이겨내기 위해, 제국은 대대적으로 변혁했다. 소아시아의 남은 제국 영토들은 네 개의 큰 테마로 나누어졌고, 초기 민정 행정의 요소가 일부 살아남기는 했지만 모두 행정권을 지닌 장군인 스트라테고스(stratēgos)에 종속되었다.
테마의 기원과 초창기 속성에 대해서는 학자간 이견이 많다. "테마"라는 이름 자체도 어원이 불명확한데, 대부분의 학자들은 콘스탄티누스 7세의 기록에 따라서 그리스어 "θέσις"(배치)에서 유래했다고 보고 있다. 테마들의 창설 날짜 또한 불분명하다. 20세기 상당시기 동안은 동로마 제국과 사산조 페르시아의 전쟁 말기에 헤라클리우스 황제(610~641년 재위)가 테마를 설립했다고 보았다. 이 주장의 지지자 중 중요한 인물로는 게오르크 오스트로고르스키가 있는데, 그는 헤라클리우스가 622년에 "테마의 땅에" 도착했다고 언급하는 성 테오파네 증거자의 연대기에서 발췌된 기록을 증거로 든다. 오스트로고르스키에 의하면, 이는 "소아시아의 특정 지방에 군대(테마)를 설립하는 과정이 이미 이 시기에 시작되었다는 것을 보여준다." 그러나 이 견해는 다른 학자들의 반대에 부딪쳤으며, 보다 최근의 학계는 테마의 창설날짜를 더 늦은 시기인 640년대에서 660년대 사이, 콘스탄스 2세 (641년~668년 재위) 치하로 잡는다. 또한 테마가 처음 창설될 때부터 군권과 행정권이 통합된 권력을 가진 스트라테고스가 있는 개별적이고 경계가 뚜렷한 지역들이었다고 보는 오스트로고르스키의 테마 개념과 달리, 테마란 용어는 원래 군대 자체만을 가리키는 말이었다가 7세기 말에서 8세기 초에 이르러서야 군대가 주둔하는 지역들도 가리키는 말로 의미가 확대된 것으로 보인다.
테마 창설에 따른 사회, 군사 개혁이 있었는지에 대한 논쟁 역시 연대 문제가 얽혀있다. 오스트로고르스키가 옹호하는 전통적 관점에서는 테마의 창립이 신식 군대의 창설까지 의미한다고 주장한다. 그의 견해에 따르면, 외국인 용병에 크게 의존했던 구식 군대 대신 새로운 동로마 군은 지역 농민과 국가에서 빌린 군용지에 거주하는 군인들이 기반이 되었다. 그러나 후대 학자들은 테마의 형성이 과거와의 급격한 단절을 만들었다기보다는 기존의 6세기 흐름의 논리적 연장선이며, 테마 창설의 직접적인 사회적 영향은 미미했다고 본다.

### 초기 테마: 640~770년대

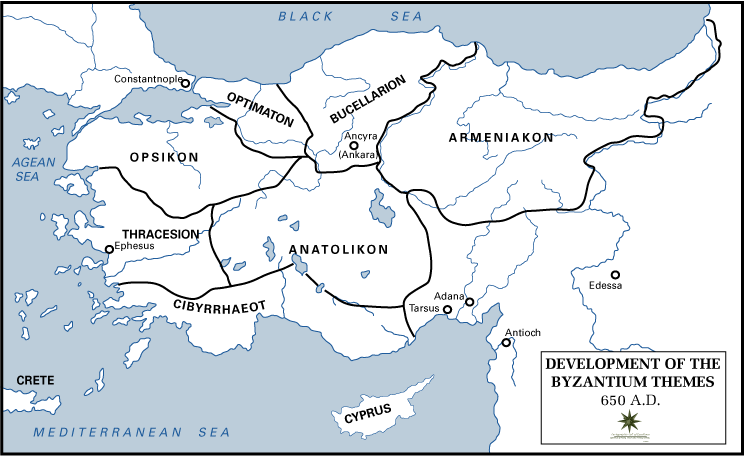
650년 경의 테마 제도

분명한 것은 630년대 후반에서 640년대 사이로 추정되는 7세기 중반의 어느 시점에, 제국의 야전군이 제국에 마지막으로 남은 중요 인접영토인 아나톨리아로 철수하여 특정 구역에 배치되었으며, 이것이 테마로 알려지게 되었다는 것이다. 영역을 보면, 새로 생긴 각각의 테마는 이전의 속주 여러 개를 포괄하였으며, 일부 예외가 있지만 대체로 과거 지역 경계를 따랐다. 최초로 설치된 네 개의
테마는 아르메니아콘, 아나톨리콘, 트라케시온, 옵시키온이었다. 테마 아르메니아콘(Θέμα Άρμενιάκων)은 667년 최초 언급되며, 아르메니아 군대의 계승자였다. 과거 지역 중 폰투스, 소아르메니아, 북부 카파도키아 영역을 포괄했고 수도는 아마시아였다. 테마 아나톨리콘(Θέμα Άνατολικῶν)은 669년 최초 언급되며, 아나톨리아(Άνατολῆ) 군대의 계승자였다. 중앙 소아시아 남부를 포괄했으며 수도는 아모리움이었다. 이상의 두 개 테마는 함께 동로마 제국령 아나톨리아 수비의 최전선을 담당하고 있었으며, 이슬람이 지배하는 아르메니아와 시리아에 각각 인접해 있었다. 테마 트라케시온(Θέμα Θρᾳκησίων)은 늦게 잡아도 740년 경에 최초로 분명히 언급되며, 트라케 군대의 계승자로서 소아시아의 중서 해안 지방(이오니아, 리디아, 카리아)을 포괄했고 수도는 코나에에 있었을 가능성이 높다. 테마 옵시키온(Θέμα Ὀψικίου)은 680년 최초 언급되며, 제국 경호대(라틴어로 'Obsequium')를 기반으로 형성되었다. 소아시아 북서부(비티니아, 파플라고니아 및 일부 갈라티아 지역)를 포괄하였고 니케아에 주둔하고 있었다. 기원이 제국 경호대였기 때문에, 이 테마의 지휘관은 스트라테고스라는 명칭 대신 특이하게 "코메스"(komēs, "고관, 지방장관")라는 호칭으로 불리기도 했다.
또한 해군인 "카라비시아노이"(Kαραβισιάνοι, "선박[κάραβοι]의 사람들")는 680년 처음 언급되며, 일리리쿰 군대 또는 이전의 쿠아에스투라 엑세르키투스의 잔여세력을 모아 구성됐다고 추정된다. 엄밀한 의미의 테마가 된 적이 없지만, 소아시아 남부 해안과 에게해 군도를 관할했으며 아마도 사모스에 스트라테고스가 주둔했을 것이다. 동로마 해군력을 제공해 마스트 해전 이후 동로마 제국과 지중해 제해권을 두고 경쟁을 벌였던 새로운 아랍 함대들에 대항했다. 마스트 해전을 통해 카라비시아노이가 해군력 제공 역할을 제대로 못한다고 드러났기 때문에, 720년에 이르러 해체되고 대신 완전한 해군 테마인 키비레오테스(Θέμα Κιβυρραιωτῶν)이 설립되어 소아시아 남부 해안과 에게해 군도를 관할했다.

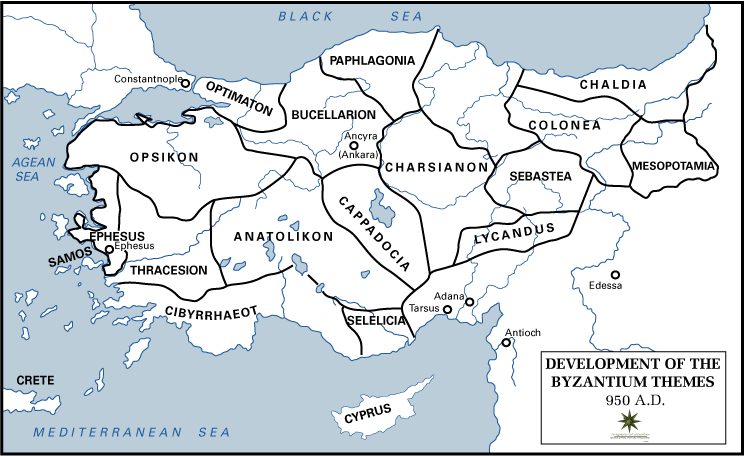
950년 경의 테마 제도

1045년 경 발칸 지역의 테마 제도
(전체 지도 보기)

## 660년부터 930년까지 설치된 테마 목록
| 명칭                                       | 설립 연도             | 주도                       | 훗날 분리된 영토                                                                          | 최초 영토                              |
| ------------------------------------------ | --------------------- | -------------------------- | ----------------------------------------------------------------------------------------- | -------------------------------------- |
| 테마 마케도니아                            | 802년경               | 에디르네                   | 테마 스트리몬                                                                             | 서부 트라키아                          |
| 테마 부셀아리안 아나톨리아 최초 7개 테마   | 743-767년경           | 앙카라                     | 테마 파플라고니아 테마 카파도키아 테마 차시아논                                           | 갈라티아 파플라고니아                  |
| 테마 키비레오테스 아나톨리아 최초 7개 테마 | 697/698년경           | 사모스 섬 후 안탈리아      | 테마 사모스 테마 에게해 셀레우키아                                                        | 팜필리아 리키아 도데카니사 제도 리키아 |
| 테마 시칠리아                              | 700년경               | 시라쿠사                   | 칼라브리아 (무슬림의 시칠리아 정복 후)                                                    | 시칠리아 칼라브리아                    |
| 테마 아나톨리콘 아나톨리아 최초 7개 테마   | 669/670년경           | 아모리움                   | 테마 카파도키아(830년)                                                                    | 프리기아 피시디아 이사우리아           |
| 테마 아르메니아콘 아나톨리아 최초 7개 테마 | 667/668년경           | 아마시아                   | 테마 칼다이아(842년경) 테마 카르시아논, 테마 콜로네이아(863년) 테마 파플라고니아(826년경) | 폰토스 소아르메니아 북부 카파도키아    |
| 테마 옵시키온 아나톨리아 최초 7개 테마     | 680년경               | 니케아                     | 테마 부셀라리안(768년경) 테마 옵티마테스(775년경)                                         |                                        |
| 테마 옵티마토이 아나톨리아 최초 7개 테마   | 775년경               | 니코메디아                 |                                                                                           | 비티니아 콘스탄티노폴리스 맞은 편      |
| 테마 케팔로니아                            | 809년경               | 케팔로니아섬               | 테마 랑고바르디아(910년경) 테마 니코폴리스(899년경)                                       | 이오니아 제도 풀리아주                 |
| 테마 크레타                                | 767년경, 961년 재설치 | 이라클리오                 |                                                                                           | 크레타                                 |
| 테마 트라키아                              | 680년경               | 아르카디오폴리스           | 테마 마케도니아                                                                           | 동트라키아 콘스탄티노폴리스            |
| 테마 트라키아시안 아나톨리아 최초 7개 테마 | 687년경               | 콜로새                     |                                                                                           |                                        |
| 테마 펠로폰네소스                          | 800년                 | 코린토스                   | 테마 니코폴리스 (899년경)                                                                 | 펠로폰네소스반도                       |
| 테마 헬라스                                | 687년/695년           | 코린토스 테베 (809년 이후) | 테마 케팔로니아 (809년경) 테마 펠로폰네소스 (811년경)                                     |                                        |

## 930년대부터 1060년대까지 새로 설치된 테마 목록
| 명칭                 | 설립 연도        | 주도             | 내용                                                                                                |
| -------------------- | ---------------- | ---------------- | --------------------------------------------------------------------------------------------------- |
| 테마 루카니아        | 968년            | 투르시           | |
| 테마 불가리아        | 1018년           | 스코페           | 1018년 바실리우스 2세가 사무일에게 승리하고 불가리아 제1제국을 멸망시킨 뒤, 설치한 테마이다         |
| 테마 에데사          | 1032년           | 에데사           | 게오르제 마니아케스가 1032년 정복 후 설치했으며, 1086년까지 운영했다.                               |
| 테마 유프라테스 시티 | 1032년경         |                  | 준 테마이다.                                                                                        |
| 테마 이베리아        | 1001년, 1023년경 | 테오도시오폴리스 | 타오-클라르제티에 설치된 테마이다.                                                                  |
| 테마 차피지키온      | 949년            | 차피지키온       | 준 테마                                                                                             |
| 테마 키프로스        | 965년            | 니코시아         | 동로마 제국과 아랍제국이 688년부터 동로마 제국이 회복하는 965년까지 공동통치령으로 다스렸던 곳이다. |

## 같이 보기
- 로마의 속주

## 참고 문헌
- Bréhier, Louis (2000) [1949]. 《Les institutions de l'empire byzantin》 (프랑스어). 파리: Albin Michel. ISBN 978-2-226-04722-9.
- Jean-Claude Cheynet (2008). 〈Administration de l'Asie Mineure byzantine〉 (프랑스어). 《Encyclopedia of the Hellenic World, Asia Minor]》 (확인: 2009-12-04)
- Haldon, John F. (1990). 《Byzantium in the Seventh Century: The Transformation of a Culture》 (영어). Cambridge University Press. ISBN 978-0-521-31917-1.
- Alexander Kazhdan, ed. (1991). 《Oxford Dictionary of Byzantium》. Oxford University Press. ISBN 978-0-19-504652-6
- Ostrogorsky, George (1997). 《History of the Byzantine State》 (영어). Rutgers University Press. ISBN 978-0-8135-1198-6.
- Treadgold, Warren T. (1997). 《A History of the Byzantine State and Society》 (영어). Stanford University Press. ISBN 0-8047-2630-2.
- 김차규 (1998). “비잔틴 제국의 테마제도 : 기원문제를 중심으로”. 《서양중세사연구》 (한국서양중세사학회) (3): 21~46.